# Воїни-орли

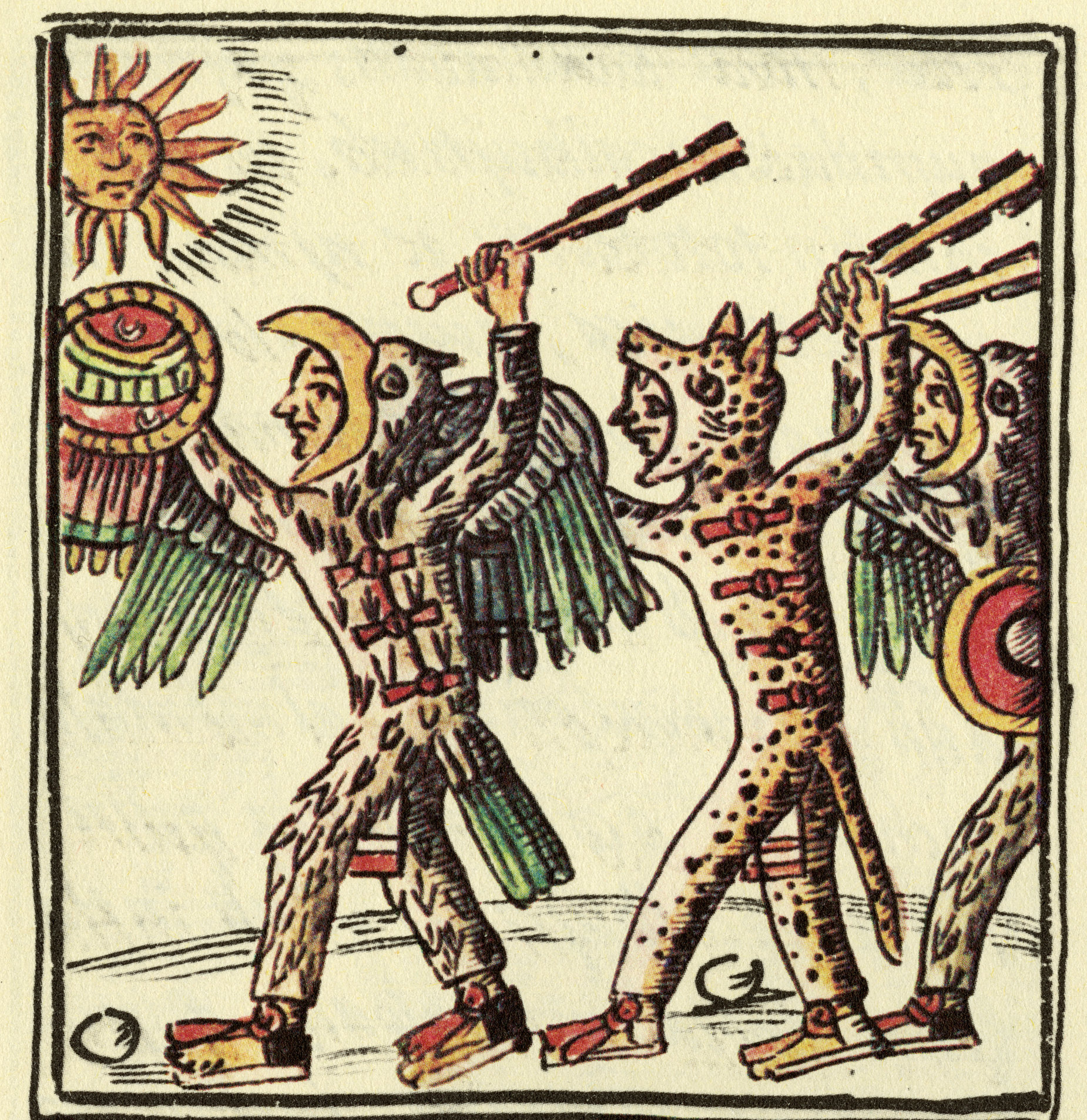
Воїни-орли поруч з воїними-ягуарами

Воїни-орли (cuāuhtli) — військовий «орден» в Ацтекській імперії, особливий вид піхоти ацтеків, що застосовувався у вирішальний момент битви. Вояки-орли були озброєні важкою зброєю та мали власні ритуали. Також їх називали «лицарями Сонця».

## Характеристика
Ці «лицарі» були знатного походження (до них належав і сам тлатоані), вихідці з нижчих верств суспільства серед них були рідкістю. Втім навіть серед представників знаті не кожен міг стати членом цього ордену. На це отримували право лише найкращі учні, що пройшли відповідну освіту в кальмекак (або тепочкаллі) та відзначилися у боях, захопивши або вбивши 20 або більше ворогів. Всі вони були вже одруженими людьми. 
Усе життя присвячували виключно війні. Відігравали провідну роль у квіткових війнах, де виходили на герць із суперником. Під час битви тлатоані застосовував загони воїнів-орлів для вирішальної атаки.
Вояки-орли були наділеними усіма привілеями знаті за народженням. Воїни цього ордена мали своїх богів покровителів — у «воїнів-орлів» ним був Уїцилопочтлі. У них було спеціальне приміщення, де на вівтарі містився образ Сонця у вигляді стилізованого метелика — «Будинок орлів». Їх храм розташовувався у м. Маліналько на пагорбі, був повністю вибито зі скелі.
Були озброєні атлатлєм, луком, списом, проте основною був макуауітль. Як захист одягали стьобані бавовняні обладунки, круглі дерев'яні щити і шоломи, виконані у формі голови орла з відкритим дзьобом — символом світла і Сонця. Ноги воїна були вкриті шкіряними смужками. Воїни-орли використовували різноманітні прикраси з пір'я.
Двічі на рік, у березні та грудні, коли наставав день «4 рух» з ацтекського календарного обчислення, воїни-орли відзначали особливо урочисті свята на честь Сонця, влаштовуючи поряд з іншим ритуальні бої з вояками-ягуарами, що символізувало боротьбу Сонця і світла («орли») з мороком і темрявою («ягуари»).